# 坪田幸之
坪田 幸之（つぼた ゆきの）は、フジアールの美術セットデザイナー。
大阪芸術大学を出た後、関西テレビでデザイナーを経験。2002年にフジアールに入社。 根本研二に付き、『Dr.コトー診療所』や『ビギナー』などのドラマやバラエティのデザインを手掛けた。

## 主なデザイン作品
太字：現在放映中の番組。

### テレビ番組

#### バラエティ番組
- プライスバラエティ ナンボDEなんぼ
- 激うま対決!メロン城の伝説
- ファイトマネー
- 太っ腹!紳助ファンど
- ポンキッキーズ
- さんまのまんま
- グータンヌーボ
- メンタルヌード
- 芸能人口コミの店 えぇ処
- マルバレ!
- トリハダ 〜感じるボロ〜ン〜
- 夫婦交換バラエティー ラブちぇん
- 芸能人格付けチェックスペシャル
- ランキンの楽園
- Matthew's Best Hit UV
- 歌って笑って大騒ぎ!!お笑い芸人家族対抗マジ歌合戦!
- さんま&槇原敬之の「世界に一つだけの歌」
- ハウメニージャパン!
- 世界の恐怖映像
- キングコングのあるコトないコト
- 涙のツボ〜私は必ずコレで泣いてしまう!〜
- 1年1組 平成教育学院
- キカナイト
- 日10☆演芸パレード
- もはや神ダネ
- 人生の正解TV〜これがテッパン!〜

#### テレビドラマ
- Dr.コトー診療所
- ビギナー
- 夜空に月は輝く
- ママは女医さん
- 証言
- ラブ・コレ 東京Love Collection
- LIAR GAME Season 1
- ライフ
- ハチミツとクローバー
- ラブ・コレ2 東京Love Collection2
- カイドク～都市伝説の暗号ミステリー～
- 子育てプレイ
- ハチワンダイバー
- フライトパニック
- ザ・クイズショウ
- 子育てプレイ2
- 恋するアゲハ
- LIAR GAME Season 2
- LIAR GAME フクナガVSヨコヤ
- LIAR GAME アリス IN ライアーゲーム
- 黄昏流星群
- 絶対零度2
- デビー
- 鍵のかかった部屋
- 幽かな彼女
- ビブリア古書堂の事件手帖
- 失恋ショコラティエ
- 人は見た目が100%

### 映画
- LIAR GAME ザ・ファイナルステージ
- LIAR GAME -再生-